# Malaienliest

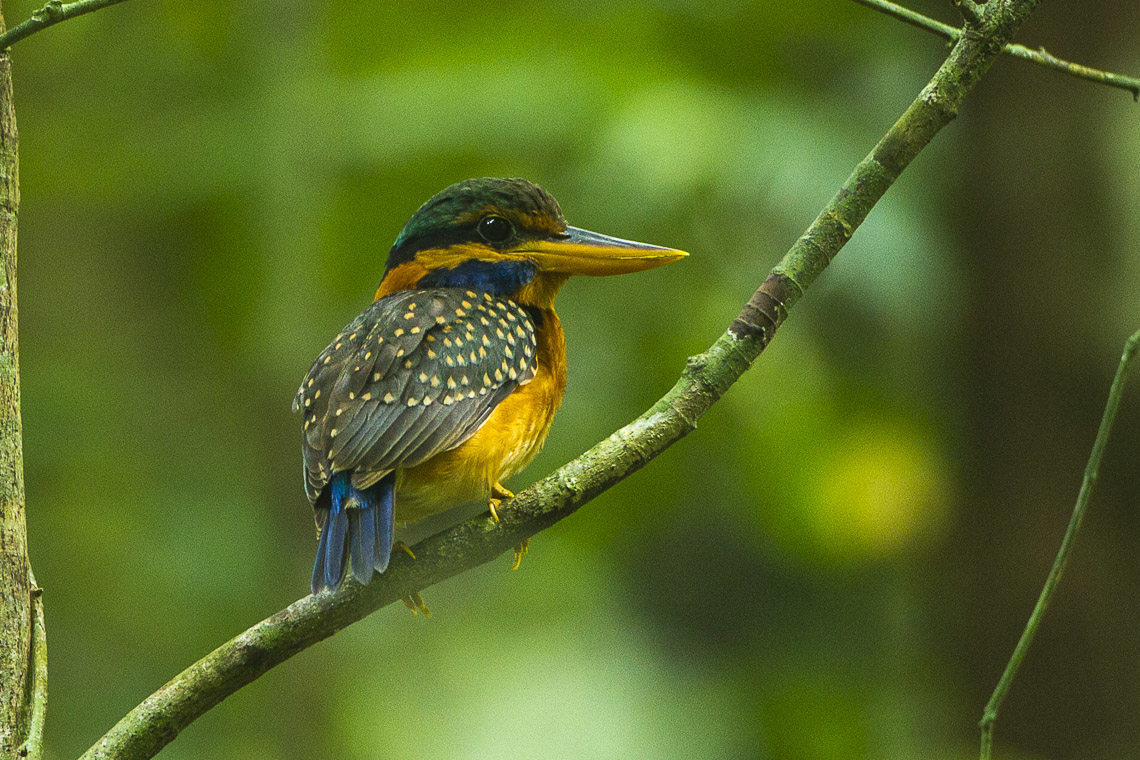
Weibchen

Der Malaienliest (Actenoides concretus) ist ein südostasiatischer Vogel aus der Familie der Eisvögel.

## Merkmale
Der Malaienliest erreicht eine Körperlänge von 24 cm und ein Gewicht von 70 bis 90 g.
Das Männchen hat eine grüne Haube, eine schwarze Augenmaske, die bis zum Nacken reicht, einen großen blauen Bartstreif. Kragen und Unterseite sind beim Männchen rotbraun, Rücken und Schwanz blau. Das Weibchen hat einen grünen Rücken und grüne Flügel mit helleren Flecken.
Im Flug sind die gerundeten Flügeln und der glänzende, hellblaue Rumpf zu sehen.

## Vorkommen
Es sind drei Unterarten bekannt:
- Die Nominatform A. c. concretus  (Temminck, 1825) kommt auf Sumatra und der Malaiischen Halbinsel nördlich bis in die thailändische Provinz Trang vor.
- A. c. peristephes  (Deignan, 1946) lebt von Trang nordwärts bis nach Tavoy in Myanmar.
- A. c. borneanus  (Chasen & Kloss, 1930) kommt auf Borneo vor.

Der Malaienliest ist ein Bewohner dichter Tiefland-Wälder. Er lebt gewöhnlich unter einer Seehöhe von 1000 m, am Gunung Kinabalu bis zu 1700 m.

## Verhalten
Der Malaienliest ist ein ruhiger, scheuer Vogel. Dieser Eisvogel geht alleine oder paarweise auf Futtersuche. Von einer Sitzwarte aus jagt er vor allem am Boden, aber auch im Blätterwerk und im Wasser nach Beute.
Die Nahrung besteht aus großen Wirbellosen und kleinen, wie Zikaden, Bockkäfer, Fangschrecken, Schnecken, bis zu 9 cm lange Skorpione und Wirbeltieren wie kleine Fische, Blindschlangen und Eidechsen. Es ist anzunehmen, dass der Vogel in der Lage ist, den Giftstachel von Skorpionen zu entfernen.

## Fortpflanzung
Die Bruthöhle des Malaienliests wird in den meisten Fällen in eine Sandbank gegraben, in seltenen Fällen auch in einem verrotteten Baumstamm. Die 60 cm lange Röhre hat einen Durchmesser von 10 cm und endet in einer 20 cm großen Brutkammer. Das Gelege besteht gewöhnlich aus zwei Eiern. Die Nestlingszeit dauert rund 22 Tage.